# Bentley S2
El Bentley S2 fue un coche de lujo producido por Bentley desde 1959 hasta 1962. La S2 sustituyó al Bentley S1 con un nuevo motor de aluminio V8 desplazando a 6,2 L (6230 cc/380 en ³).Con este nuevo motor, la S2 que ofrece rendimiento significativamente mejor que los coches anteriores

## Galería

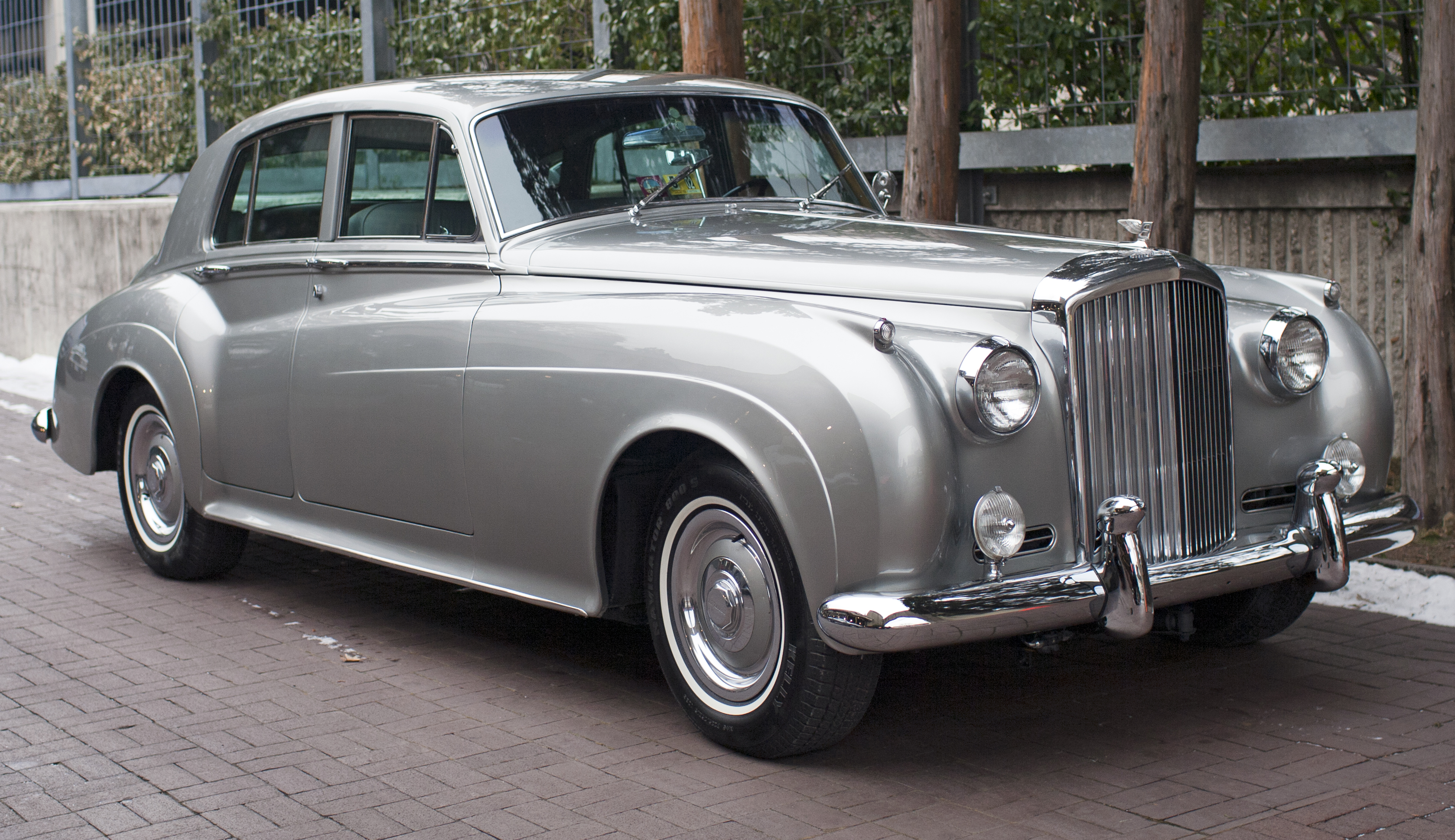
Bentley S2 Saloon
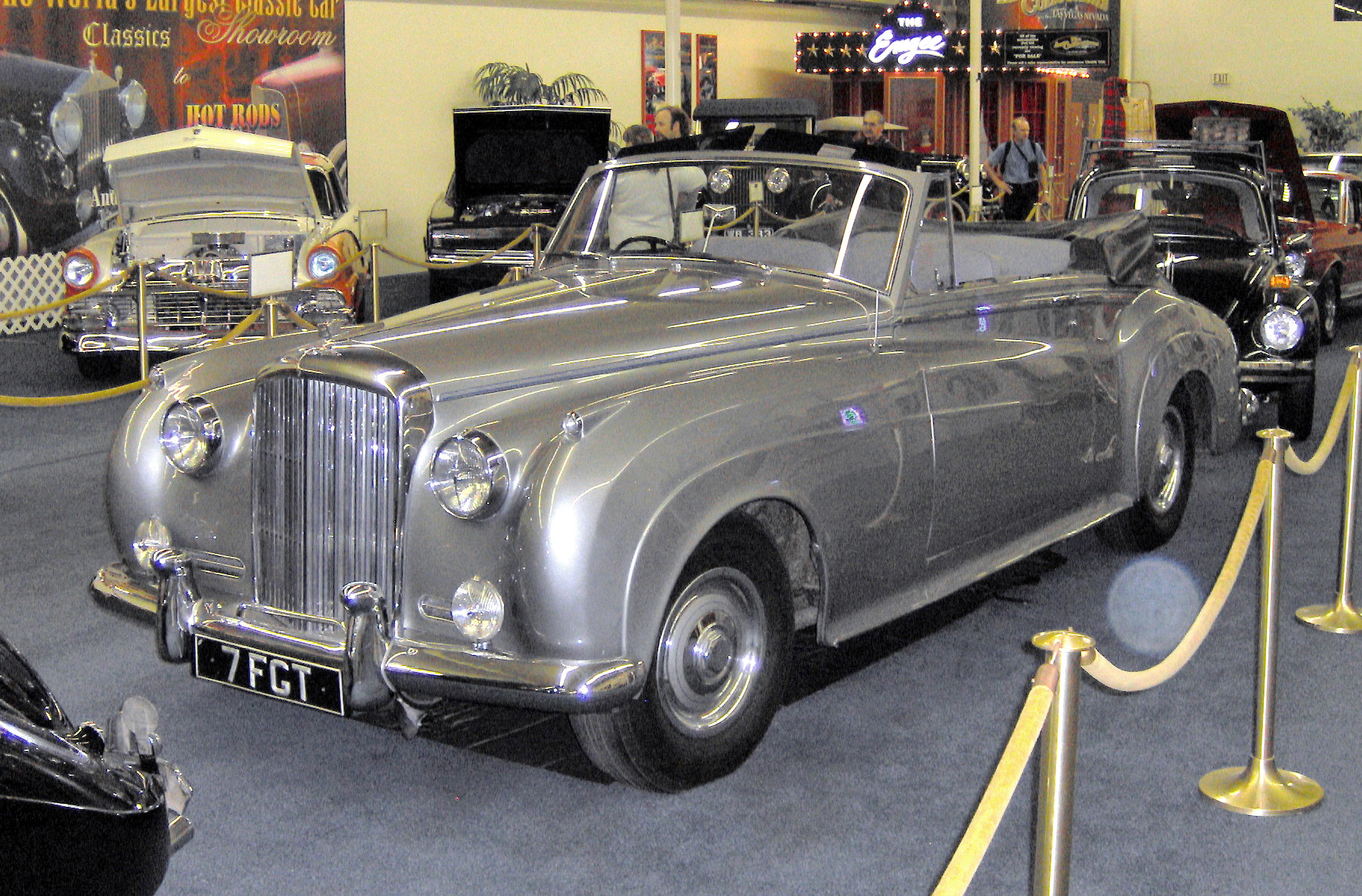
Bentley S2 Mulliner Drophead Coupé (1962)